# ラブシステムズ
ラブシステムズ (Love systems) は、主に男性向けに、女性との出会い方や恋愛で成功する方法についてのセミナーを展開する会社。 アメリカ合衆国カリフォルニア州ロサンゼルスに本社を置く。 2004年にミステリーメソッドコーポレーションとして設立され2007年にラブシステムズに社名が変更された。

## 歴史
同社は実際にバーやクラブへ受講生と講師が共に行き、ルーチンを使って女性に声をかけるテクニックを学ばせる授業を展開した初めての会社である。これは、「現場トレーニング」として知られている。 ルーチンとは、女性とのその先を望む男性がその目的を達成するために意図的に行うすべての立ち居ふるまいのことをいう。そのなかには、会話を始めるときに使う 「オープナー」や 、女性に一定の心理状態を作り出すための「ストーリー」、ガードの固い女性に使用する「誘惑ルーチン」などがある。出会いの場で男性がこの手法を用いた際に彼の本当の持ち味が伝わらないとして、筋書きを使うこの手法については賛否両論がある。
2007年の終わりにミステリーメソッドコーポレーションはラブシステムズに社名を変更している。
プログラムリーダー兼同社社長であるニック・サヴォイと同社のそのほかの講師たちは、世の男性の恋愛面での生活向上を目指して、現在もワークショップやセミナーを行っている。 同社はロサンゼルスを拠点とし、世界各地に講師陣が在籍している。

## ワークショップ
ラブシステムズは男性に女性を満足させるための誘惑手法を教え、恋愛やデートについてのアドバイスを提供している。
「ブートキャンプ」と呼ばれる3日間の恋愛ワークショップでは、男性が女性との関わりに成功して恋愛生活を向上させるためのトレーニングを行っている。 25時間にも及ぶトレーニングの中でクライアントは講師陣から、女性にモテるための方法を伝授される。 ワークショップは金曜日、土曜日、日曜日に、開かれ、5時間の講義と金曜日と土曜日の夜行われる4時間の「現場トレーニング」が含まれる。 コース内容は、女性心理学、ボディーランゲージの他、日中での戦略に特化したコースや、一夜限りの関係に特化したコースもある。
これまでに13カ国以上の35以上の都市で開催されたワークショップに参加したクライアントは数千人に及ぶ。
年に一度、世界中から同社の講師や著名なコーチが一堂に集まり、最新の情報を分かち合うカンファレンスを主催する。